# 宇和盆地
宇和盆地（うわぼんち）とは、愛媛県南部（南予地方）の西予市に位置し、肱川（宇和川）の上流に形成された標高200mの盆地。

## 概要
成因は、中小の肱川支流が山間の土砂を堆積させたもので、扇状地の集合体である。勾配が緩いので海岸の三角州平野にも近い存在である。したがって水田に適した地形と土壌から、稲作が盛んである。さらに物資集散の中心として、西予市卯之町の市街地が広がっている。
南予地方を縦貫及び松山都市圏と南予地方を連結する交通である松山自動車道（四国横断自動車道）、国道56号、JR四国予讃線のいずれもが宇和盆地を通過するなど宇和盆地は交通の要衝であり、大洲市、八幡浜市、宇和島市、西予市明浜町や西予市野村町方面への交通が縦横に結ばれる結節点になっている。
加えて、南予地方にまとまった平地が少ないことから、大洲盆地同様に流通業務用地等が存在し、農産品加工、製材等の業種が立地している。また卯之町には、CATV局、ディスカウントストア、ロードサイド店舗、自動車ディーラー等の小売業、パチンコホール等のレジャー産業がある。